# Electrostrymon endymion
Electrostrymon endymion är en fjärilsart som beskrevs av Fabricius 1775. Electrostrymon endymion ingår i släktet Electrostrymon och familjen juvelvingar. Inga underarter finns listade i Catalogue of Life.